# Floyd Patterson
Floyd Patterson (Waco, 4 de janeiro de 1935 – 11 de maio de 2006) foi um pugilista norte-americano, primeiro bicampeão mundial pesado da história. Nasceu no Brooklyn em 1935, estudou num reformatório onde aprendeu a lutar. Morreu aos 71 anos, com mal de Alzheimer e câncer de próstata em sua casa na cidade de New Paltz em Nova York. Foi transferido para a categoria peso-pesado em 2 de maio de 1956 e se tornou campeão em 30 de novembro de 1956.

## Títulos
- Medalha de ouro olímpica na categoria médio nos Jogos Olímpicos de 1952;
- Mais jovem campeão mundial dos pesados em 1956.